# BQ-1飛行炸彈
Fleetwings BQ-1是一款由Fleetwings研發的早期消耗性無人航空載具，當時被稱為“突擊無人機”。該機型只建造了一架原型機，該計劃在原型機首次飛行墜毀後被取消。

## 發展
BQ-1的開發始於1942年7月10日，該計畫是在當年3月啟動的"空中魚雷(aerial torpedoes)"（攜帶內置炸藥的無人機）開發計畫下開始的。陸軍航空軍隨後與Fleetwings簽約建造一架XBQ-1。
BQ-1採用兩具兩富蘭克林O-405-7對置活塞發動機，並配備固定式三輪起落架。BQ-1可以選擇有人駕駛和無人駕駛兩個模式。駕駛模式用於測試飛行，而作戰時則會將整流罩覆蓋著駕駛艙。BQ-1預計能攜帶2,000磅（910公斤）彈頭，並能以225英里/小時（362公里/小時）的速度飛行1,717英里（2,763公里）飛
在使用PQ-12靶機進行基於電視指令誘導的試驗，及XBQ-2A的試飛成功之後，XBQ-1於1944年5月首飛；然而，這架飛機於1944年7月17日從萊特機場起飛後因發動機故障而墜毀，而後該項目被取消。